# Aeroporto di Courchevel
L'aeroporto di Courchevel (in francese Altiport International de Courchevel), è un piccolo altiporto internazionale situato sulle Alpi francesi, nel dipartimento della Savoia, presso l'omonima località sciistica di Courchevel, compresa nel comune di Saint-Bon-Tarentaise e parte del comprensorio sciistico Les Trois Vallées.
La struttura detiene alcuni primati: è l'aeroporto internazionale più alto d'Europa, nonché tra i più piccoli al mondo come estensione totale e come lunghezza della pista di atterraggio, che misura poco più di cinquecento metri e presenta una forte pendenza; inoltre, tra gli aeroporti più piccoli al mondo, è tra i pochi a essere servito da voli di linea.
Situato nel cuore delle Alpi francesi, è caratterizzato dalla brevità della pista, la sua pendenza, la collocazione nel particolare contesto orografico e le difficili condizioni di avvicinamento. Per queste peculiarità è stato classificato come settimo aeroporto più pericoloso del mondo dal documentario Most Extreme Airports, trasmesso dal canale televisivo statunitense History.

## Storia
A partire dalla metà degli anni cinquanta del Novecento la Savoia divenne ambìta meta turistica del jet set internazionale tanto da dotare piccoli centri come Courchevel e le vicine Méribel e Megève di scali aeroportuali che, per le loro specifiche caratteristiche, verranno in seguito definite altiporti.
L'Aérodrome de Courchevel venne realizzato nel 1962 a seguito dello sviluppo dell'omonima stazione sciistica progettata dall'urbanista Laurent Chappis nel 1946. Da allora lo scalo è utilizzato tutto l'anno, compresi i lunghi e nevosi mesi invernali, per aerei da turismo ed elicotteri.
Nel 1992 l'aeroporto ha incrementato la media del flusso di viaggiatori in occasione dei XVI Giochi olimpici invernali, venendo servito da voli di linea della Tyrolean Airways, i cui De Havilland Canada DHC-7 risulterebbero essere stati gli aeromobili più grandi mai transitati nello scalo.
Il 26 luglio 2010 un velivolo di nazionalità americana è stato protagonista di un incidente in fase di atterraggio; il Cirrus SR22 si è schiantato contro il rilievo orografico al termine della pista riportando gravi danni, ma i due passeggeri sono rimasti illesi.
Negli ultimi anni, per via delle più recenti normative di sicurezza, il piccolo altiporto è utilizzato prevalentemente da piccoli velivoli o da elicotteri. Tuttavia, lo scalo effettua regolare attività in tutti i periodi dell'anno ospitando traffico turistico, commerciale e la sede dell'Aéroclub de Courchevel.

## Caratteristiche

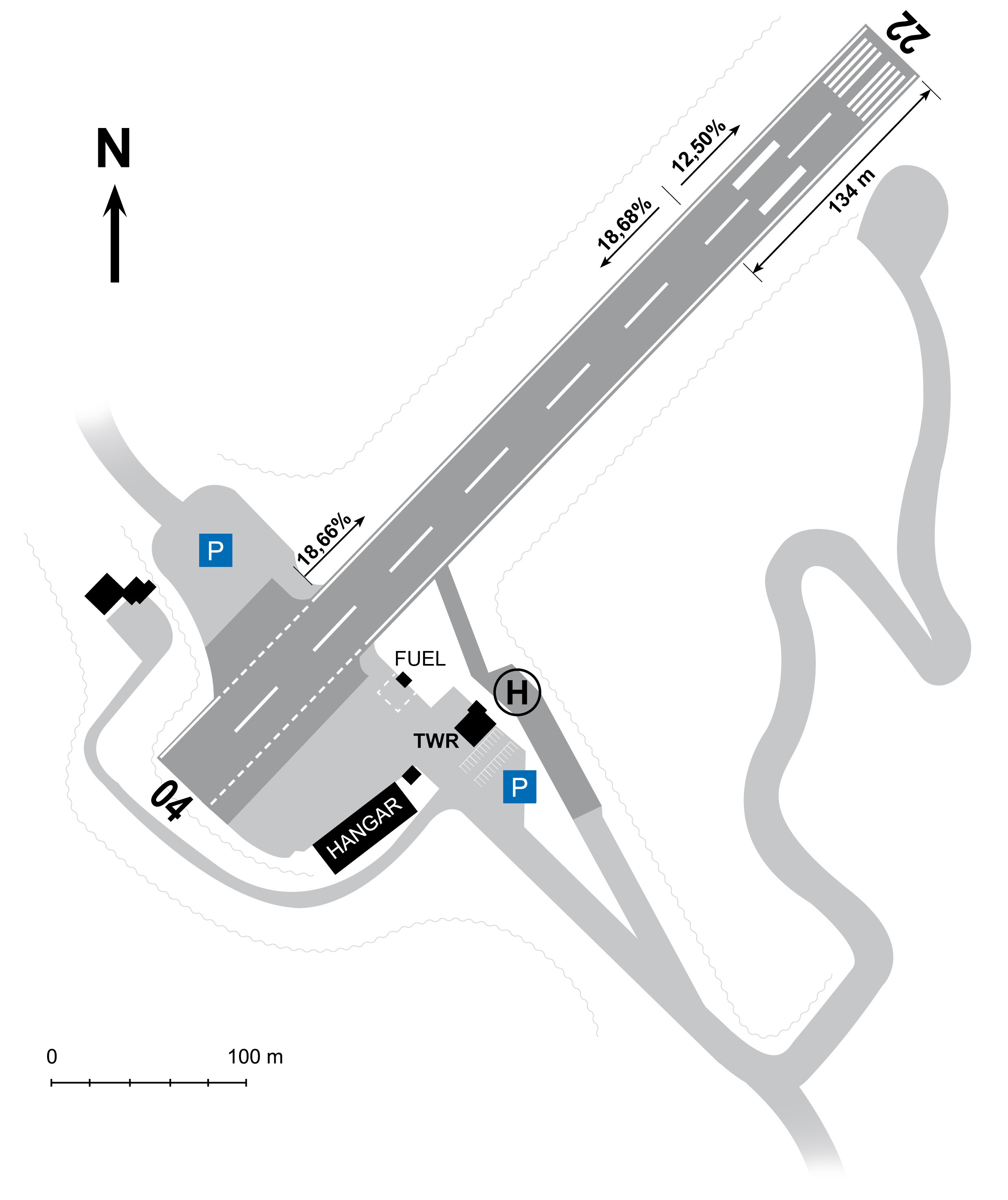
Planimetria dello scalo aeroportuale

Situato all'altitudine di 2 006 m (6 581 ft) sul livello del mare e a 2 km dal piccolo centro di Courchevel, lo scalo è dotato di una torre di controllo, di un hangar da 10 posti, di una stazione di rifornimento carburante, di un veicolo antincendio, di un eliporto e di una sola pista d'atterraggio in asfalto lunga appena 525 metri e larga 40 (1 722 × 131 ft). Essa è orientata 04/22 ed è caratterizzata da un tratto di circa 270 metri con una pendenza pari al 18,6%.
Come cita l'archivio del Service de l'information aéronautique (SIA), l'aeroporto non dispone di procedure di avvicinamento strumentale (IAP) e adotta le regole del volo a vista (VFR), consentito in condizioni meteorologiche ottimali (VMC) e non è omologato per il volo notturno.

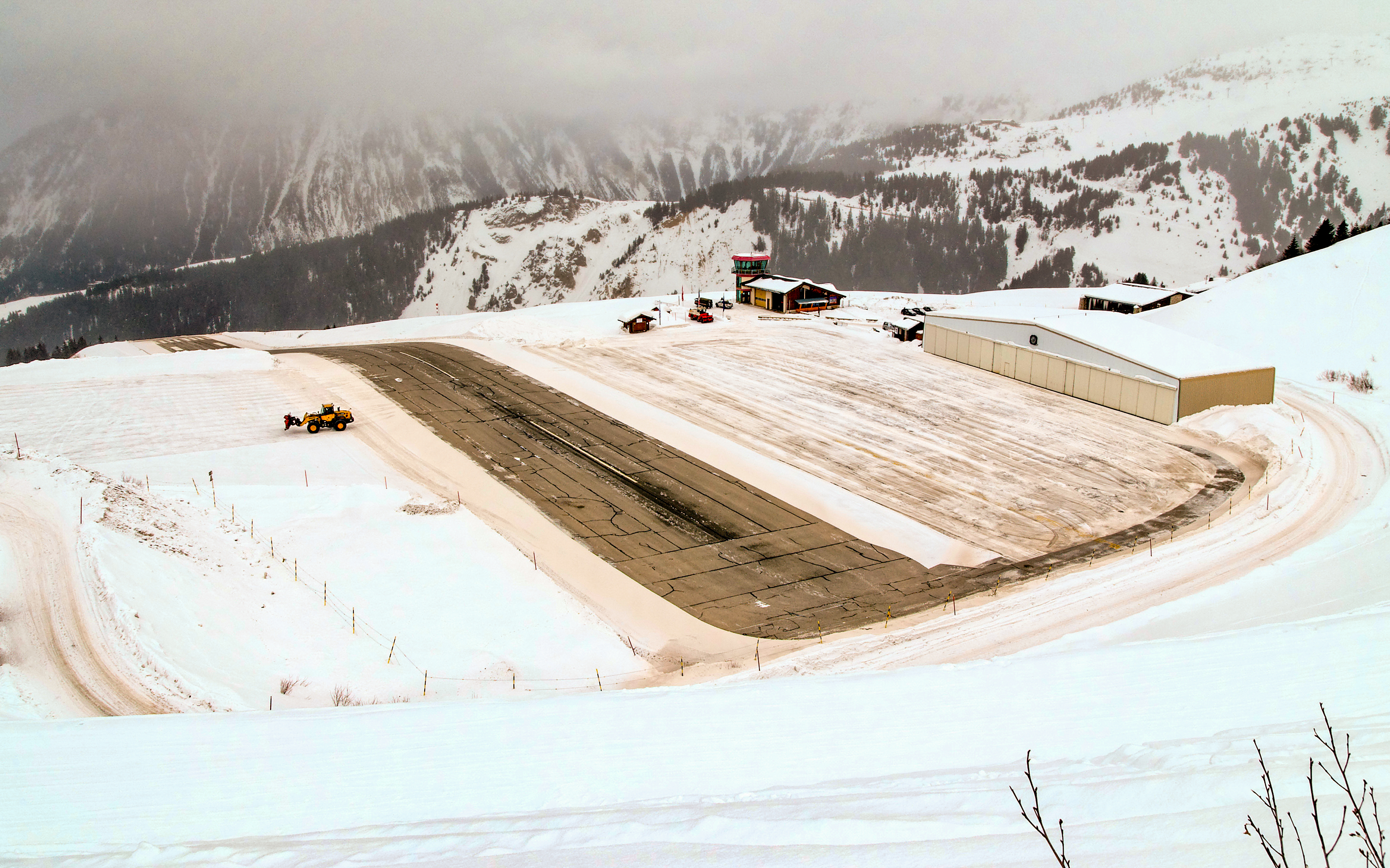
Una vista invernale dell'aeroporto

L'atterraggio degli aerei è consentito esclusivamente alla testata 22, la più bassa, in modo tale da rallentare più rapidamente sfruttando il potere frenante della salita; viceversa, il decollo si effettua alla testata 04, così da accelerare lungo la discesa. Date le condizioni estreme, dovute alla morfologia del territorio e alle caratteristiche tecniche dell'impianto, per atterrare e decollare a Courchevel è richiesta una speciale abilitazione del pilota.
L'aeroporto dispone di un parcheggio per gli aeromobili leggeri, uno per le automobili e di collegamenti effettuati con navetta o taxi; inoltre è direttamente collegato agli impianti sciistici di Courchevel.

## L'aeroporto di Courchevel nei media
La struttura aeroportuale è presentata in un documentario trasmesso dal canale televisivo History. Nei primi anni ottanta fu luogo di alcune riprese e fotografie aeree realizzate dall'Alfa Romeo per una campagna pubblicitaria; nella parte alta della pista d'atterraggio venne disegnato il logo della casa automobilistica.